# Carl Birger Rutström
Carl Birger Rutström, född 22 november 1758, död 13 april 1826, var en svensk numismatiker, riksantikvarie och medicinalråd.

## Biografi
Carl Birger Rutström var son till den 1767 landsförvisade kyrkoherden i Hedvig Eleonora församling, Anders Carl Rutström och Brita Stiernman. Morfadern, befallningsmannen Petter Stiernman, var sonsons son till Nicolaus Olai Bothniensis och Bureättling.
Efter undervisning i hemmet av informator blev han student vid Uppsala universitet 1772. Han studerade framför allt moderna och klassiska språk, matematik samt fysik. Han var i synnerhet intresserad av vitterhet och naturalhistoria. År 1782 begav sig Rutström tillsammans med några andra studenter på studieresa till Lappmarken. Han lade därefter fram två disputationer i astronomi för Daniel Melanderhjelm. År 1785 tog han magistergraden. Efter en tjänst i Småland som informator följde han bland andra Samuel Liljeblad på ytterligare en resa till Lappmarkerna. Sedan han återkommit 1788 slog han sig ned i Stockholm och ägnade sig åt forskning och vitterhet. I Stockholm umgicks han med Frans Michael Franzén, Carl Gustaf af Leopold samt Anna Maria och Carl Peter Lenngren. Rutström medverkade i Stockholms Posten. Han översatte också Friedrich von Schillers Die Räuber (Röfvarbandet, 1799).
Med hjälp av Thuniska stipendiet och Sahlgrenska donationen begav han sig 1791 på en utrikes resa under vilket han närvarade vid akademiska föreläsningar. Han promoverades 1793 till medicine doktor vid universitetet i Harderwijk. Efter ett uppehåll i London återkom han till Sverige i slutet av samma år.
Våren 1794 utnämndes han till botanices demonstrator vid Kungliga Akademien i Åbo. Han återkom till Sverige 1796 som vice sekreterare för Kungliga Patriotiska Sällskapet (ordinarie sekreterare 1799), och blev 1798 sekreterare i Kungliga Finska Hushållningssällskapet. Han var konstituerande medlem av Svenska Läkaresällskapet.
Rutström invaldes 1809 som ledamot nummer 333 av Kungliga Vetenskapsakademien, och året därefter i Kungliga Vitterhets Historie och Antikvitets Akademien, där han två gånger var vice president. Han utnämndes av kungen till ledamot i och sekreterare av Kungliga Skogs- och Lantbruksakademien 1812. Året 1815 var han president i Vetenskapsakademien. Han fick 1814 namn och värdighet av medicinalråd.
Rutström hade gjort sig känd inom Svenska akademien sedan han 1803 inlämnat en översättning av en del av Ovidius Metamorfoser, för vilket han skulle ha fått högsta priset om inte arbetet lämnats in för sent. Han invaldes dock som ledamot av Svenska akademien 1812 och tog inträde 1813. Han innehade stol 15.
År 1820 blev Rutström riksantikvarie och garde des médailles. År 1821 blev han hedersledamot av Sundhetskollegium.
Rutström var under sin samtid känd som "lärdomsorakel", men han hade alltför splittrade intressen för att göra bestående avtryck i lärdomshistorien.